# Кусумі Морікаґе
Кусумі Морікаґе (бл. 1620 —1690) — японський художник періода Едо.

## Життєпис
Народився близько 1620 року в провінції Каґа. Навчався у художника Кано Тан'ю, ставши одним з чотирьох найкращих його учнів. Художника чекала блискуча кар'єра, до того ж він одружився з племінницею Тан'ю, але раптово Кусумі погиркався з майстром і пішов зі школи. Дотепер достеменно невідомо, що призвело до розриву. Висловлюється думка, що Морікаґе не захотів сліпо наслідувати китайські зразки. До того часу в нього склалося своє художнє бачення, образне сприйняття і розуміння тем і сюжетів. Тривалий час жив у Кіото.
З 1673 року він працював в провінції Кага, ставши офіційним художником даймьо клану Маеда в Канадзаві, де працював до 1680 року. В цей час створював розписи для кераміки кутані. Невідомо, де Морікаґе закінчив свої дні. За однією з версій, він чимось не догодив сьогуну, за що був засланий до острова Садо.

## Творчість

«Насолода вечірньою прохолодою»

Виробив власний стиль, поєднавши техніки Кано Тан'ю з живописом Сессю. Уславився як автор картин, що зображують життя простих людей, сільських трудівників, селян, які працюють в полі або збирають хмиз. Крім цього, він малював пейзажі (жанр катьога — «квіти і птахи») з видами природи, тварин, птахів, не настільки пишних і прекрасних, як майстра школи Кано, а непомітних, невиразних, але від цього не менш прекрасних. Часто створював образи широким планом у живій і швидкій манері пензля. Найвідомішими є двостулкова ширма «Насолода вечірньою прохолодою» (віднесено до Національних скарбів Японії, зберігається у Токійському національному музеї) і ширми, що зображують сільськогосподарські роботи в чотири сезони.